# بولي فريم
بولي فريم (بالإنجليزية: Polly Frame)‏ هي ممثلة بريطانية، ولدت في 1976 في إدنبرة في المملكة المتحدة.